# Peltidium purpureum
Peltidium purpureum är en kräftdjursart som beskrevs av Philippi 1839. Peltidium purpureum ingår i släktet Peltidium och familjen Peltidiidae. Arten är reproducerande i Sverige. Inga underarter finns listade i Catalogue of Life.